# 刘结一
刘结一（1957年12月—），生于北京市，中华人民共和国官员、外交官。第十四屆全國政協常委、全國政協外事委員會副主任、全國政協大會新聞發言人。曾任中共中央台湾工作办公室主任、国务院台湾事务办公室主任、中國驻联合国大使、中共第十九届中央委员会委员。

## 生平
1977年1月参加工作。1977年1月至1978年1月，在北京市朝阳区教师进修学院任教师。1978年1月，调入北京外国语学院（现北京外国语大学）任教师。1979年9月进入第一期联合国译员训练班（研究生学历）。1981年6月进入外交部工作，成为职业外交官。
1981年6月至1987年3月，任中国驻联合国日内瓦办事处译员。1987年2月加入中国共产党。1987年3月至1994年5月，任外交部国际司三秘、副处长、处长。1994年5月至1995年8月，任外交部国际司参赞。1995年8月至1998年8月，首次被派往中国常驻联合国代表团工作，任参赞。回国后，1998年8月至2001年7月任外交部国际司副司长，2001年7月至2005年3月任外交部军控司司长，2005年3月至2006年1月任外交部国际司司长，2006年1月至2007年12月任外交部北美大洋洲司司长。2007年12月至2009年5月，任外交部部长助理，主管美大地区事务、国际事务、军控事务和翻译室。其间，还曾兼任上海世博会组委会副主任委员、中国红十字会副会长。

### 中联部
2009年5月至2013年8月，刘结一任中共中央对外联络部副部长，同时兼任中国红十字会副会长。

### 联合国代表
2013年8月23日，接替李保东出任中国常驻联合国代表、特命全权大使2013年9月3日，中国新任常驻联合国代表刘结一大使向联合国秘书长潘基文递交全权证书。任内以敢言而著称。2017年9月25日，即将离任的刘结一会见了联合国秘书长安东尼奥·古特雷斯，古特雷斯对刘结一4年的工作给予高度评价，对其离任表示惋惜。

### 中共中央台办
2017年10月，刘结一任中共中央台湾工作办公室、国务院台湾事务办公室副主任（正部长级）。同月，不是中共十九大代表的刘结一当选中共第十九届中央委员会委员。
2017年12月23日，有网友在北京地铁10号线拍到刘结一与妻子章启月坐地铁，并將照片发布到网络上，引起网友热议。
2018年3月19日，刘结一接替张志军出任中共中央台湾工作办公室、国务院台湾事务办公室主任，2022年12月28日到龄卸任。
2023年1月17日，被增补为第十三届全国政协委员、全国政协外事委员会副主任。
2023年2月，劉結一被傳將在當年4月海協會換屆後出任海協會會長。
2024年3月，被增补为第十四屆全國政協副秘書長

## 家庭
- 妻：章启月，中华人民共和国外交官，曾任中华人民共和国外交部发言人、驻印度尼西亚大使、驻比利時王国大使、驻纽约总领事及駐希臘共和国大使等職。兩人育有一子。